# Лобовка
Ло́бовка (рос. Лобовка) — село у складі Бугурусланського району Оренбурзької області, Росія.

## Населення
Населення — 68 осіб (2010; 81 у 2002).
Національний склад (станом на 2002 рік):
- росіяни — 85 %